# Макацария, Мария Гудуевна
Мария Гудуевна Макацария (1903 год, село Ахалсопели, Зугдидский уезд, Кутаисская губерния, Российская империя — неизвестно, село Ахалсопели, Зугдидский район, Грузинская ССР) — звеньевая колхоза имени Берия Ахалсопельского сельсовета Зугдидского района, Грузинская ССР. Герой Социалистического Труда (1949).

## Биография
Родилась в 1903 году в крестьянской семье в селе Ахалсопели Зугдидского уезда. После окончания местной сельской школы трудилась в личном сельском хозяйстве. После начала коллективизации в начале 1930-х годах вступила в местную сельскохозяйственную артель, которая позднее была преобразована в колхоз имени Берия Зугдидского района (с 1953 года — колхоз имени Ленина Зугдидского района). Этот колхоз с 1938 года возглавлял Антимоз Рогава. В послевоенные годы руководила чаеводческим звеном.
В 1948 году звено под её руководством собрало в среднем по 8020 килограмм сортового зелёного чайного листа на участке площадью 2 гектара при годовом плане в 3,5 тысячи килограмм. Указом Президиума Верховного Совета СССР от 29 августа 1949 года удостоена звания Героя Социалистического Труда за «получение высоких урожаев сортового зелёного чайного листа и цитрусовых плодов в 1948 году» с вручением ордена Ленина и золотой медали «Серп и Молот» (№ 4607).
Этим же Указом званием Героя Социалистического Труда были также награждены 16 тружеников колхоза имени Берия Зугдидского района: бригадиры Партен Михайлович Кадария, Владимир Михайлович Макацария, Амбако Спиридонович Рогава, звеньевые Ариадна Джуруевна Купуния, Вера Евгеньевна Купуния, Ольга Филипповна Купуния, Хута Григорьевна Купуния, Венера Давидовна Ломая, Хута Герасимовна Хвингия, колхозницы Валентина Николаевна Джоджуа, Паша Несторовна Джоджуа, Ольга Павловна Кантария, Надя Платоновна Пония, Лена Герасимовна Хвингия, Лена Константиновна Читанава, Мария Николаевна Читанава и Валентина Акакиевна Шаматава.
За выдающиеся трудовые достижения по итогам 1950 года была награждена вторым Орденом Ленина.
Проживала в родном селе Ахалсопели. Дата её смерти не установлена.
Награды
- Герой Социалистического Труда
- Орден Ленина — дважды (1949; 01.09.1951)
- Орден Трудового Красного Знамени (19.07.1950)